# Liste der Biografien/Duk
Liste der Biografien |
Portal Biografien |
Personensuche
# |
A |
B |
C |
D |
E |
F |
G |
H |
I |
J |
K |
L |
M |
N |
O |
P |
Q |
R |
S |
T |
U |
V |
W |
X |
Y |
Z |
?
 
Da |
Db |
Dc |
Dd |
De |
Dg |
Dh |
Di |
Dj |
Dk |
Dl |
Dm |
Dn |
Do |
Dq |
Dr |
Ds |
Du |
Dv |
Dw |
Dy |
Dz
 
Dua |
Dub |
Duc |
Dud |
Due |
Duf |
Dug |
Duh |
Dui |
Duj |
Duk |
Dul |
Dum |
Dun |
Duo |
Dup |
Duq |
Dur |
Dus |
Dut |
Duu |
Duv |
Duw |
Dux |
Duy |
Duz
Die Liste der Biografien führt alle Personen auf, die in der deutschsprachigen Wikipedia einen Artikel haben. Dieses ist eine Teilliste mit 108 Einträgen von Personen, deren Namen mit den Buchstaben „Duk“ beginnt.

## Duk

### Duka
- Duka von Kádár, Peter (1756–1822), österreichischer Offizier (Feldzeugmeister)
- Duka, Dilly (* 1989), albanisch-US-amerikanischer Fußballspieler
- Duka, Dominik (* 1943), tschechischer Geistlicher, emeritierter römisch-katholischer Erzbischof von Prag und Kardinal
- Dukagjini, Lekë, albanischer Fürst
- Dukagjini, Nikollë II., albanischer Fürst
- Dukagjini, Pal (1385–1446), albanischer Adeliger und Mitglied des Dukagjini Clans
- Dukagjini, Pal III. (1411–1458), albanischer Herr und Mitglied des Dukagjini Clans
- Dukagjini, Tanush I., albanischer Adeliger und Mitglied des Dukagjini Clans
- Dukaj, Jacek (* 1974), polnischer Science-Fiction- und Fantasy-Schriftsteller
- Dukakis, Michael (* 1933), US-amerikanischer Politiker
- Dukakis, Olympia (1931–2021), US-amerikanische SchauspielerinOlympia Dukakis (1931–2021)

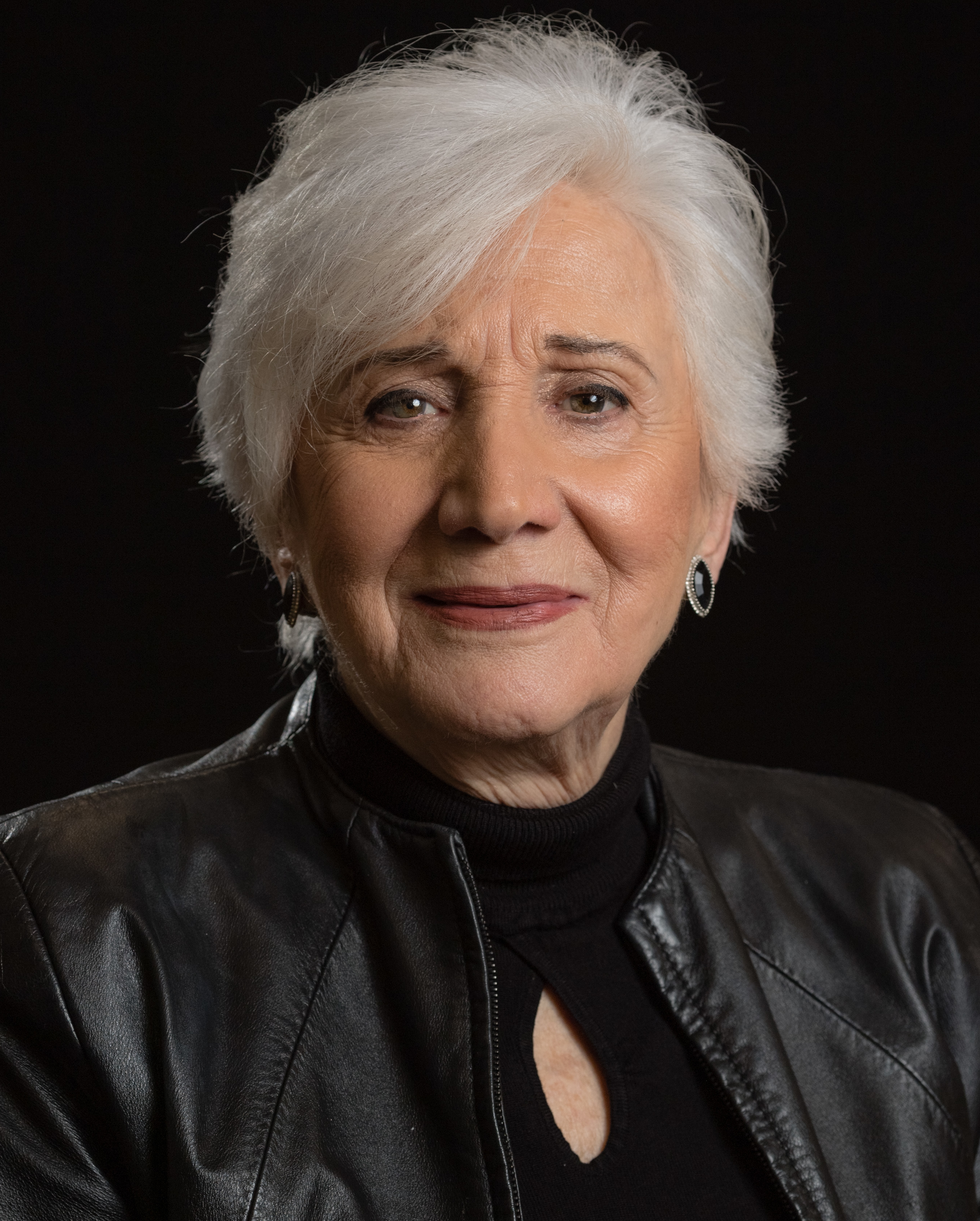
Olympia Dukakis (1931–2021)

- Đukanović, Aleksa (* 1998), serbischer Schriftsteller, Literatur- und Theaterkritiker, Herausgeber und Publizist
- Đukanović, Dragan (* 1969), montenegrinischer Fußballspieler
- Đukanović, Đuro (1902–1945), jugoslawischer Radrennfahrer
- Đukanović, Goran (* 1976), montenegrinischer Handballspieler
- Đukanović, Milo (* 1962), montenegrinischer Politiker, Premierminister der Republik Montenegro
- Đukanović, Slaviša (* 1979), serbischer Handballspieler
- Đukanović, Viktor (* 2004), montenegrinischer Fußballspieler
- Dukas, byzantinischer Geschichtsschreiber
- Dukas, Helen (1896–1982), US-amerikanische Einstein-Biographin und Nachlassverwalterin
- Dukas, Paul (1865–1935), französischer Komponist
- Dukátová, Jana (* 1983), slowakische Kanutin

### Duke
- Duke, Angier Biddle (1915–1995), US-amerikanischer Diplomat
- Duke, Annie (* 1965), US-amerikanische Pokerspielerin
- Duke, Antera, Sklavenhändler aus dem Volk der Efik
- Duke, Austin (* 1993), US-amerikanischer American-Football-Spieler
- Duke, Basil Wilson (1838–1916), General der Konföderierten im amerikanischen Bürgerkrieg
- Duke, Bill (* 1943), US-amerikanischer Schauspieler und RegisseurBill Duke (* 1943)

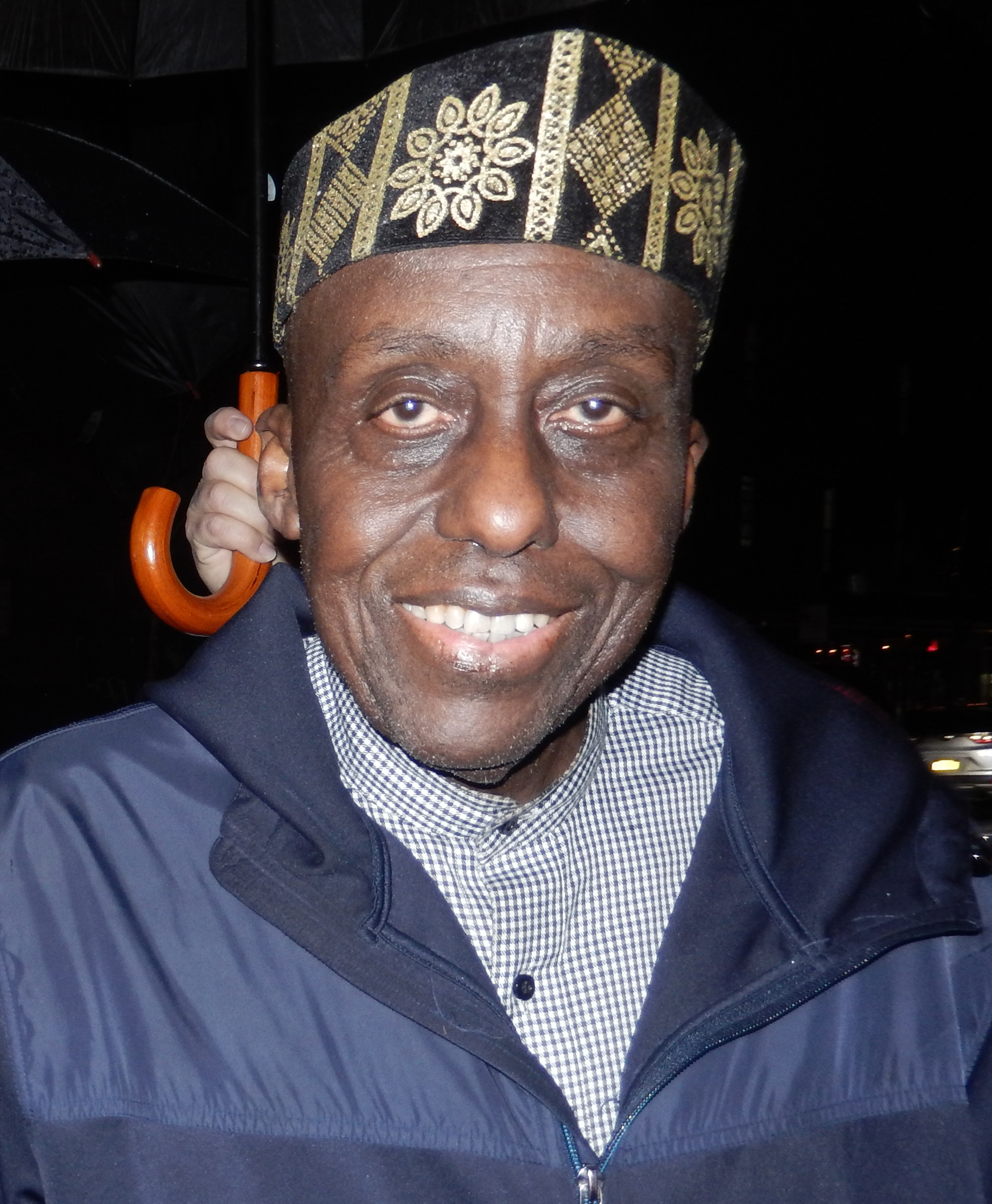
Bill Duke (* 1943)

- Duke, Carlos (* 2000), japanischer Fußballspieler
- Duke, Charles (* 1935), US-amerikanischer Astronaut
- Duke, Clark (* 1985), US-amerikanischer Schauspieler
- Duke, David (* 1950), US-amerikanischer PolitikerDavid Duke (* 1950)

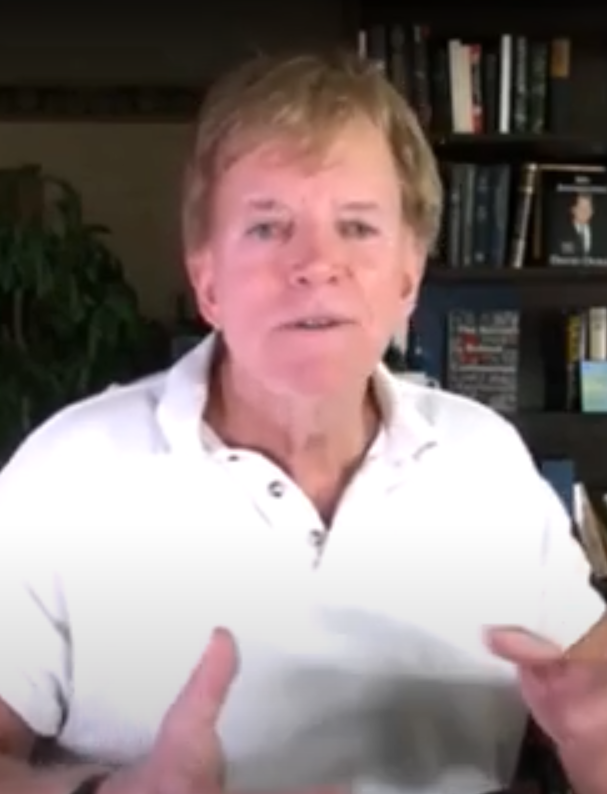
David Duke (* 1950)

- Duke, Denver, US-amerikanischer Country-Sänger
- Duke, Dimity-Lee (* 1983), australische Triathletin
- Duke, Doris (1912–1993), US-amerikanische Kunstsammlerin, Mäzenin und Unternehmerin
- Duke, Doug (1920–1973), US-amerikanischer Jazzmusiker (Piano, Orgel)
- Duke, Elaine (* 1958), US-amerikanische Beamtin und Unternehmerin
- Duke, Erica, US-amerikanische Schauspielerin und Filmschaffende
- Duke, Geoff (1923–2015), britischer Motorradrennfahrer und OBE
- Duke, George (1946–2013), US-amerikanischer Pianist, Arrangeur und Produzent
- Duke, Hailey (* 1985), US-amerikanische Skirennläuferin
- Duke, James Buchanan (1856–1925), US-amerikanischer Industrieller und Gründer des Tabakkonzerns American Tobacco
- Duke, Jessamyn (* 1986), amerikanische Wrestlerin und ehemalige MMA-Kämpferin
- Duke, Matt (* 1977), englischer Fußballtorhüter
- Duke, Mike (* 1949), US-amerikanischer Manager
- Duke, Mitchell (* 1991), australischer Fußballspieler
- Duke, Neville (1922–2007), britischer Testpilot
- Duke, Oriel (1896–1976), britischer Colonel und Polizeibeamter, Polizeichef von Barbados
- Duke, Patty (1946–2016), US-amerikanische SchauspielerinPatty Duke (1946–2016)

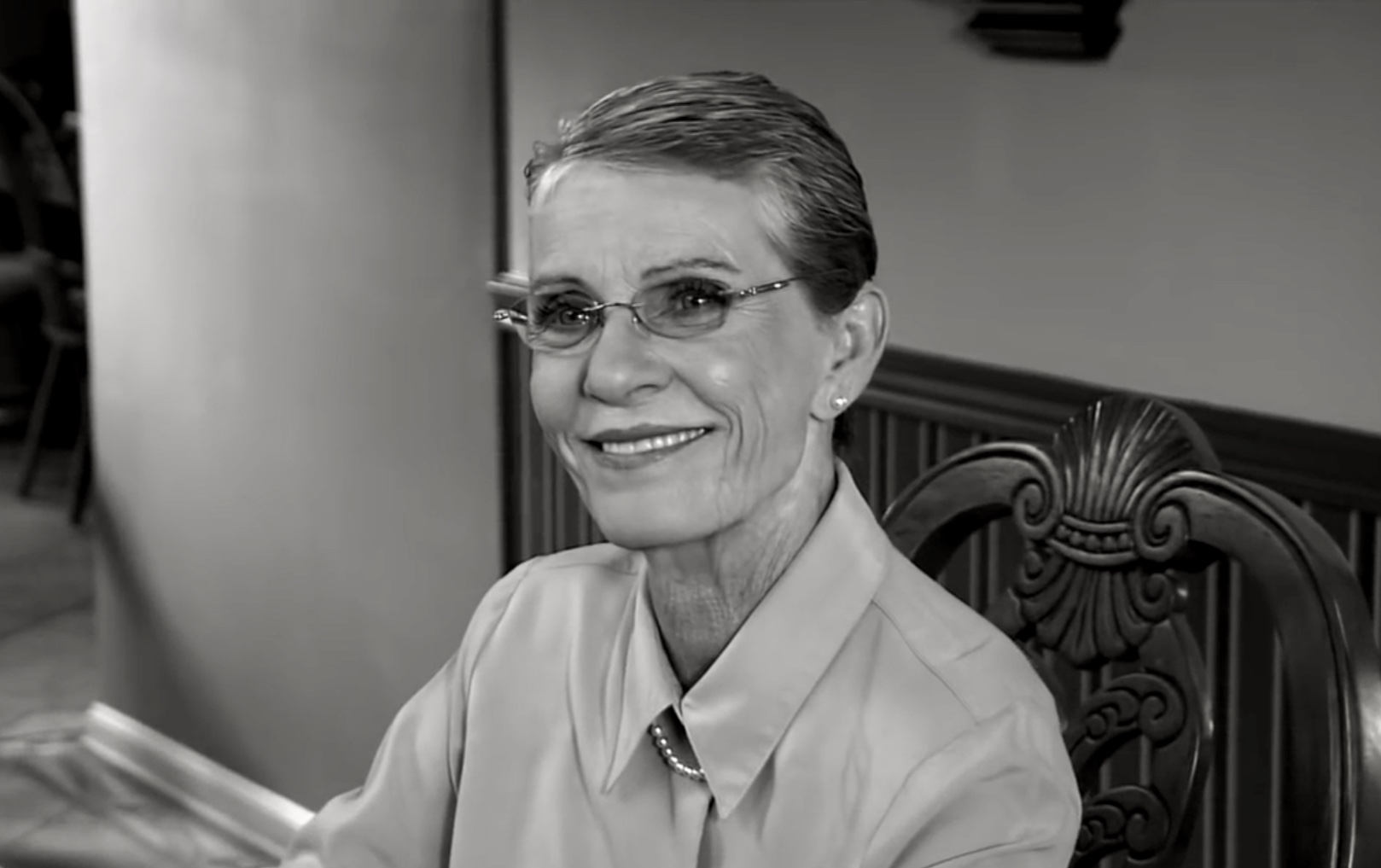
Patty Duke (1946–2016)

- Duke, Richard Thomas Walker (1822–1898), US-amerikanischer Politiker
- Duke, Robin (* 1954), kanadische Drehbuchautorin, Komikerin und Schauspielerin
- Duke, Roy (1922–1994), US-amerikanischer Country- und Rockabilly-Sänger
- Duke, Steve (* 1949), australischer Dartspieler
- Duke, Timothy (* 1953), englischer Heraldiker und Genealoge
- Duke, Todd (1970–2019), US-amerikanischer Jazzmusiker (Gitarre)
- Duke, Vernon (1903–1969), US-amerikanischer Komponist russischer Herkunft
- Duke, William (* 1958), US-amerikanischer Mathematiker
- Duke, Winston (* 1986), trinidadischer Schauspieler
- Duke-Elder, Stewart (1898–1978), britischer Augenarzt und Chirurg
- Duke-Moretz, Trevor (* 1986), US-amerikanischer Schauspieler
- Dukec, Domagoj (* 1975), kroatisch-deutscher Automobildesigner
- Duken, Annalena (* 1975), deutsche Schauspielerin und Filmregisseurin
- Duken, Johann (1889–1954), deutscher Pädiater, Hochschullehrer und Nationalsozialist
- Duken, Ken (* 1979), deutscher SchauspielerKen Duken (* 1979)

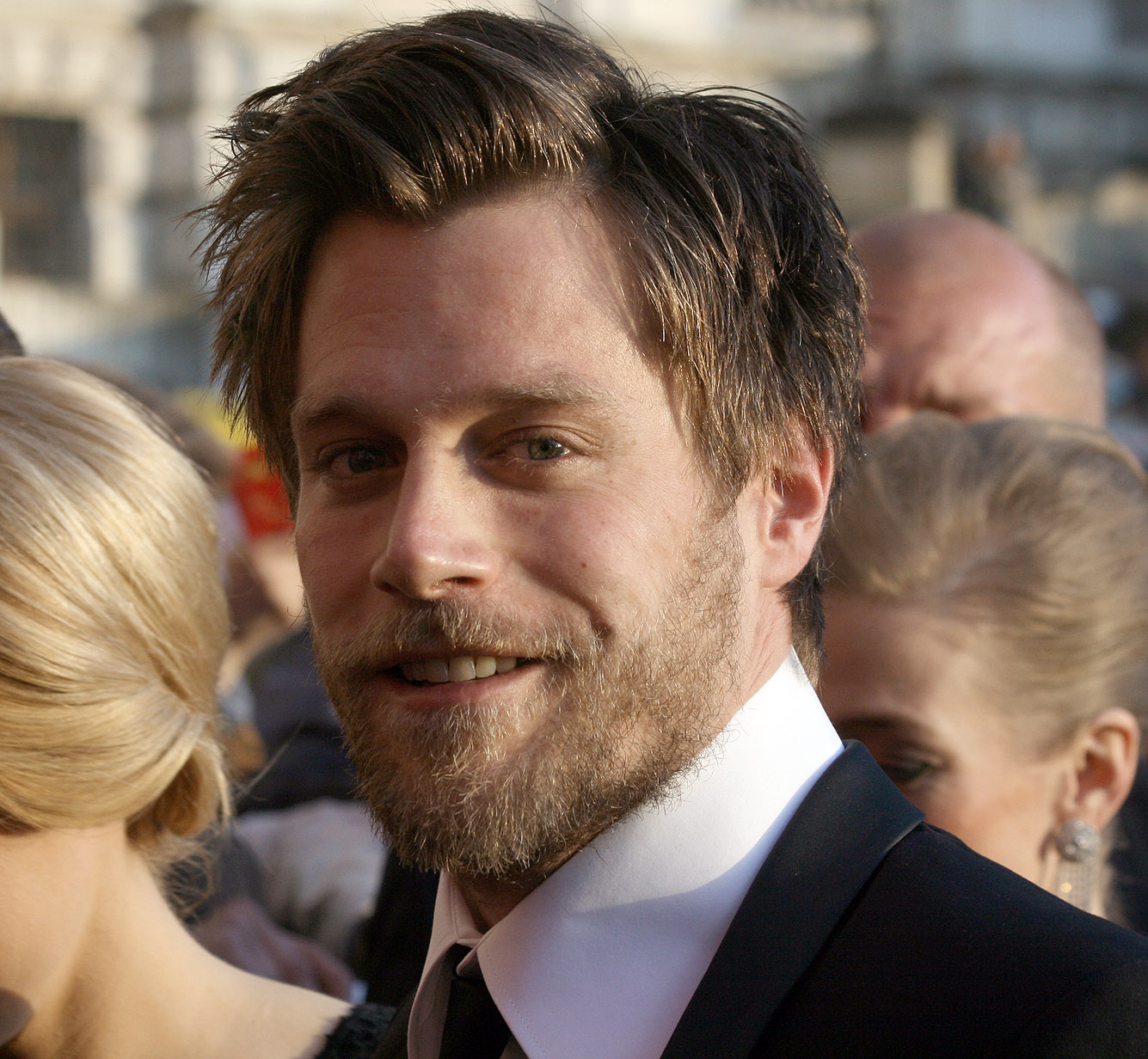
Ken Duken (* 1979)

- Düker, Axel (* 1973), deutscher Politiker (SPD)
- Düker, Bernd (* 1992), deutscher Fußballtorhüter
- Düker, Heinrich (1898–1986), deutscher Psychologe, Hochschullehrer, Politiker, Bürgermeister von Göttingen
- Düker, Julius (* 1996), deutscher Fußballspieler
- Duker, Karl Andreas (1670–1752), deutscher Philologe, Rhetoriker und Historiker
- Düker, Karl Gustav († 1732), deutsch-baltischer Offizier und schwedischer Graf sowie Feldmarschall; Generalgouverneur von Livland und Präsident des Kriegskollegiums
- Düker, Monika (* 1963), deutsche Politikerin (Die Grünen), MdL
- Duker, Sophie, britische Stand-Up Komikerin
- Dukes, Alan (* 1945), irischer Politiker
- Dukes, Alvin (* 1961), US-amerikanischer Basketballspieler
- Dukes, Cuthbert (1890–1977), britischer Pathologe
- Dukes, David (1945–2000), US-amerikanischer Schauspieler
- Dukes, Gordon (1888–1966), US-amerikanischer Stabhochspringer
- Dukes, Kahlil (* 1995), US-amerikanischer Basketballspieler
- Dukes, Leopold (1810–1891), österreichischer jüdischer Literaturhistoriker
- Dukes, Pam (* 1964), US-amerikanische Kugelstoßerin und Diskuswerferin
- Dukes, Rob (* 1968), US-amerikanischer Sänger
- Duketios († 440 v. Chr.), Anführer der Sikeler

### Duki
- Duki (* 1996), argentinischer Rapper und Singer-Songwriter
- Đukić Dejanović, Slavica (* 1951), serbische Politikerin und Psychiaterin
- Ðukić, Darko (* 1994), serbischer Handballspieler
- Đukić, Dragan (* 1962), serbischer Handballtrainer
- Đukić, Dragan (* 1987), Schweizer Fußballtorhüter
- Đukić, Goran (* 1970), bosnisch-serbischer Fußballspieler
- Đukić, Milan (1947–2007), kroatischer Politiker
- Đukić, Milan (* 1985), serbischer Handballspieler
- Đukić, Miodrag (1938–2010), serbischer Schriftsteller, Dramaturg und Politiker
- Đukić, Miroslav (* 1966), serbischer Fußballtrainer und -spieler
- Đukić, Nikola (* 1983), montenegrinischer Schachspieler
- Đukić, Sara (* 1996), slowenische Volleyballspielerin
- Dukić, Zoran (* 1969), kroatischer klassischer Gitarrist
- Dukielski, Krzysztof (* 1978), polnischer römisch-katholischer Geistlicher, Weihbischof in Radom

### Dukl
- Dūklavs, Jānis (* 1952), lettischer Politiker

### Dukm
- Dukmeyer, Friedrich (1864–1930), russisch-deutscher Schriftsteller und Bibliothekar

### Duko
- Dukor, Benno (1897–1980), Schweizer Psychiater und Sachbuchautor
- Dukovski, Dejan (* 1969), mazedonischer Autor
- Dukow, Micho (* 1955), bulgarischer Ringer
- Dukowski, Albin (* 1954), kanadischer Sprinter
- Dukowski, Frank (* 1967), deutscher SchauspielerFrank Dukowski (* 1967)

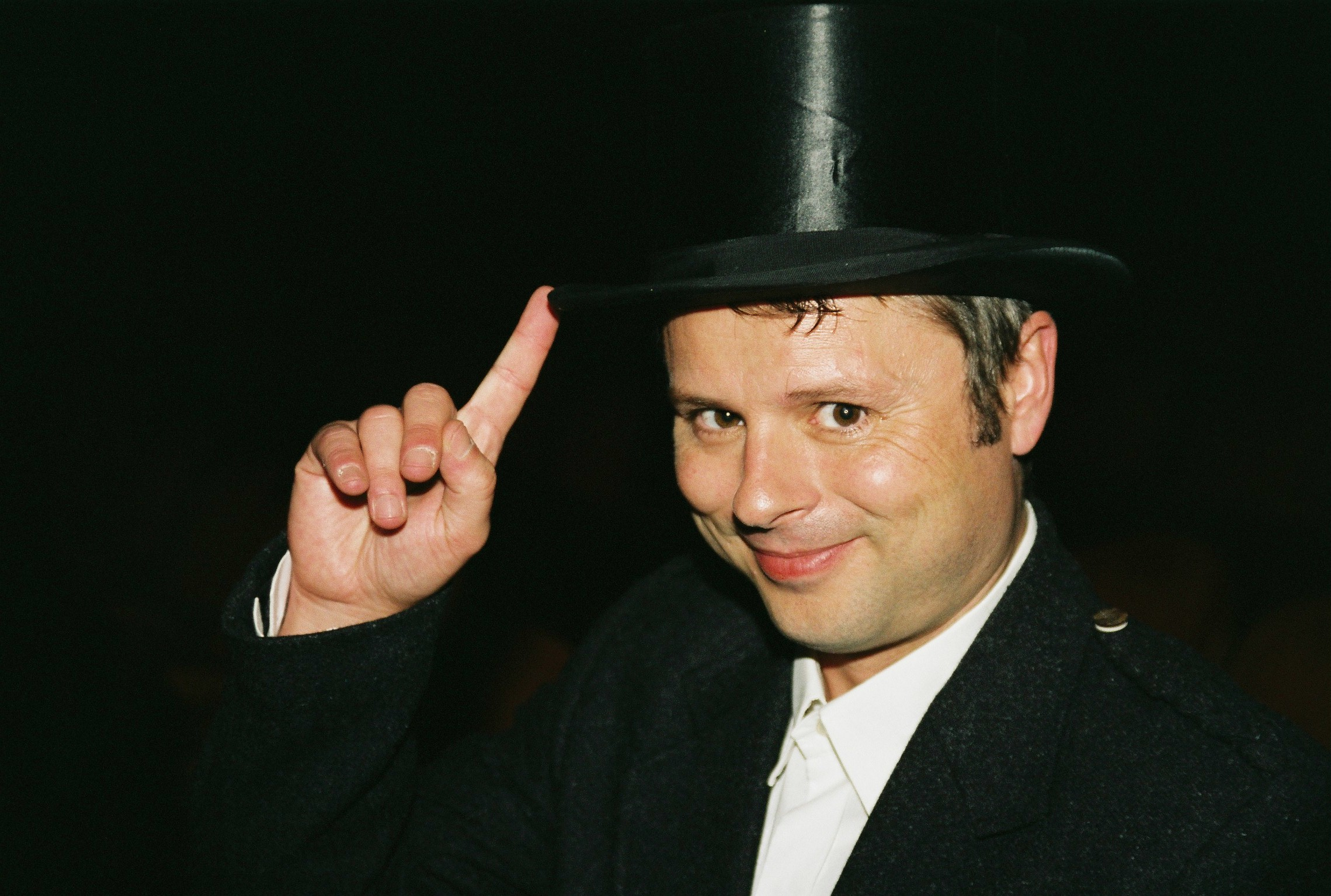
Frank Dukowski (* 1967)

### Dukp
- Dukpa, Raquel (* 1994), deutsche Filmemacherin, Filmproduzentin, Drehbuchautorin und Casting Director indisch-nepalesischer Herkunft

### Duku
- Dukuly, Momolu (1903–1980), liberianischer Politiker
- Dukureh, Jaha (* 1989), gambisch-amerikanische Frauenrechtlerin
- Dukurs, Martins (* 1984), lettischer Skeletonpilot
- Dukurs, Tomass (* 1981), lettischer Skeletonpilot